# Pete Pihos
Peter Louis Pihos (Orlando, 22 ottobre 1923 – Winston-Salem, 16 agosto 2011) è stato un giocatore di football americano statunitense che ha giocato nel ruolo di end per tutta la carriera con i Philadelphia Eagles della National Football League (NFL). Al college ha giocato a football all’Università dell'Indiana. È stato inserito nella Pro Football Hall of Fame nel 1970.

## Carriera professionistica
Dopo una carriera da All-American all'Università dell'Indiana come defensive end, Pihos fu scelto nel corso del quinto giro del Draft NFL 1945 dai Philadelphia Eagles, ma si unì alla squadra solo dopo aver terminato il servizio militare nel 1947. Nelle sue nove stagioni da professionista saltò una sola partita.
Subito dopo l'arrivo del giocatore agli Eagles, la squadra vinse il suo primo titolo di division. Nella gara di playoff contro i Pittsburgh Steelers per incoronare il vincitore della Eastern Division, Pihos bloccò un punt e segno il primo touchdown nella vittoria degli Eagles per 21-0. Philadelphia vinse tre titoli di division consecutivi e due campionati NFL lasciando i propri avversari in finale senza segnare alcun punto. Nel 1948 batterono i Chicago Cardinals 7-0, mentre nella stagione successiva, Pete ricevette un passaggio da touchdown da 31 yard nella vittoria per 14-0 sui Los Angeles Rams.
Pete guidò la NFL in ricezioni dal 1953 al 1955 , venendo convocato per sei Pro Bowl.

## Palmarès
2
Philadelphia Eagles: 1948, 1949

### Individuale
- Convocazioni al Pro Bowl: 6

1950, 1951, 1952, 1953, 1954, 1955
- First-team All-Pro: 5

1949, 1952, 1953, 1954, 1955
- Leader della NFL in yard ricevute: 2

1953, 1955
- Leader della NFL in touchdown su ricezione: 1

1953
- Formazione ideale della NFL degli anni 1940
- Pro Football Hall of Fame (classe del 1970)
- College Football Hall of Fame